# Савченко, Кузьма Демьянович
Кузьма Демьянович Савченко (1873—1952) — советский партийный деятель, председатель Смоленского губисполкома (июль-август 1920 года, и. о. в июне 1922 года). Герой Труда (1936).

## Биография
Кузьма Савченко родился 1 июля 1873 года в деревне Гевино Смоленского уезда Смоленской губернии. Рано остался без отца, был вынужден уйти в Смоленск на заработки. В 1894 году Савченко был призван на службу в царскую армию. Служил в конно-гренадёрском полку. Тогда же сблизился с социал-демократическими кругами и в 1898 году вступил в РСДРП.
В январе 1901 года унтер-офицер Савченко, к тому времени проходивший сверхсрочную службу, был арестован за революционную деятельность и выслан из Санкт-Петербурга. В том же году он вернулся в Петербург и устроился на работу сначала на вагоностроительный завод, затем сторожем в Сергиевское городское четырёхклассное училище. Помогал скрываться от властей разыскиваемым большевикам, в том числе Михаилу Калинину. С 1902 года проживал в Тамбове, работал в лесничестве, вёл революционную пропаганду.
В 1904 году Савченко повторно был призван в царскую армию. Будучи вахмистром драгунского полка, участвовал в русско-японской войне. В августе 1905 года по болезни он был демобилизован и вернулся на работу в тамбовское лесничество. К концу Первой русской революции из-за опасности ареста он был вынужден перебраться в Санкт-Петербург, благодаря помощи брата сумел устроиться паспортистом. Помогал товарищам по партии паспортами (в том числе Иосифу Сталину и Сергею Аллилуеву), хранил партийное оружие. В 1909—1910 годах тяжело болел туберкулёзом, а после выздоровления, по рекомендации врачей, долгое время жил и работал в лесничестве в Тамбовской губернии. С 1915 года работал рабочим, курьером Петербургского ипподрома.
После Февральской революции Савченко работал электромонтёром Акционерного общества электрического освещения, вошёл в состав правления организации союза электриков, руководил партячейкой на электростанции. Помогал Ленину скрыться из Петрограда. С сентября 1917 года Савченко вошёл в состав совета Продовольственной управы Нарвского района, снабжал Красную гвардию.
С июня 1918 года Савченко возглавлял партийную ячейку строительства Шатурской электростанции Московской области. Позднее он возглавлял Егорьвский совнархоз и горком партии. В 1919 году работал в Рязанской губернии, был начальником продкомиссии, Пронского уисполкома и укома, избирался в состав ВЦИК РСФСР.
С марта 1920 года работал в Смоленске, с июня того же года возглавлял Смоленский губисполком, параллельно руководил Смоленским губкомтруда. В августе 1920 года Савченко был освобождён от обязанностей председателя губисполкома, с сентября 1921 года занимал должность заместителя председателя губисполкома, но некоторое время в период отпуска Д. А. Булатова исполнял обязанности председателя.
С весны 1924 года Савченко проживал в Москве, был членом коллегии Наркомзема РСФСР, уполномоченным Птицеводсоюза, заместителем председателя Комиссии по улучшению жизни детей при ВЦИК. Кроме того, был членом Общества старых большевиков, комитета Севера, членом президиума центрального совета Осоавиахима. В январе 1932 года Савченко была назначена персональная премия республиканского значения, а 4 декабря 1936 года ему было присвоено звание Героя Труда.
С декабря 1938 года Савченко работал в Главном управлении лесонасаждений Народного комиссариата земледелия СССР, затем в Московском управлении лесоохраны и лесонасаждений. Скончался 15 декабря 1952 года, похоронен на Новодевичьем кладбище Москвы.
Сын — генерал-майор артиллерии, заместитель начальника Главного артиллерийского управления РККА Георгий Кузьмич Савченко, репрессирован в 1941 году.
Племянник — майор, Герой Советского Союза Владимир Миронович Савченко.